# Giuseppe Antonio Pujati
Giuseppe Antonio Pujati o Pujatti (Sacile, 28 maggio 1701 – Padova, 12 giugno 1760) è stato un medico italiano.

## Biografia
Bambino prodigio, studiò a Venezia e poi all'Università di Padova, dove si laureò in filosofia e medicina a soli diciotto anni.
Tra i suoi maestri ci furono Giovanni Battista Morgagni, Antonio Vallisneri e Alessandro Knips Macoppe.
Dopo la laurea esercitò la professione medica a Venezia, in Dalmazia, a Polcenigo e a Pordenone.
Nel 1737, dopo aver pubblicato il Decas variarum medicarum observationum che attirava molto nell'ambiente medico, ottenne il posto di primario medico a Feltre, dove rimase per 12 anni.
La sua fama di medico e il suo prestigio scientifico andarono aumentando negli anni tanto che nel 1754 il Senato Veneto lo chiamò alla cattedra di Medicina Pratica Ordinaria dell'Università patavina, incarico che mantenne fino alla morte.
Fu anche poeta e violinista.
La sua opera più importante, il De victu febricitantium dissertatio, gli diede fama europea.

## Opere principali
- Decas variarum medicarum observationum (Venezia, 1726).
- De morbo Naroniano tractatus (Feltre, 1747).
- Riflessioni sopra il vitto pitagorico (Feltre, 1751).
- De victu febricitantium dissertatio (Padova, 1758).
- Della preservazione della salute de' letterati e della gente applicata e sedentaria (Venezia, 1761; 1762; 1768;).